# Carapichea ligularis
Carapichea ligularis är en måreväxtart som först beskrevs av Edward Rudge, och fick sitt nu gällande namn av Piero G. Delprete. Carapichea ligularis ingår i släktet Carapichea och familjen måreväxter. Inga underarter finns listade i Catalogue of Life.